# Dương Vạn Lý
Dương Vạn Lý (楊萬里, ngày 29 tháng 10 năm 1127—ngày 15 tháng 6 năm 1206), tự Đình Tú (延秀), hiệu Thành Trai (誠齋), thuỵ hiệu Văn Tiết (文節), là nhà thơ Trung Quốc và nhà chính trị.
Một đời ông chống lại nhà Kim ở phương bắc, cùng với Vưu Mậu (尤袤; 1127 - 1194), Phạm Thành Đại (范成大; 1126 - 1193), Lục Du (陸游; 1125 - 1210) hợp xưng lại là "Trung hưng tứ đại thi nhân" (中興四大詩人) nhà Nam Tống. Cùng với Âu Dương Tu (歐陽修; 1007 - 1072), Dương Bang Nghệ (楊邦乂), Hồ Thuyên (胡銓; 1102 - 1180), Chu Tất Đại (周必大; 1126 - 1204), Văn Thiên Tường (文天祥; 1236 - 1283) hợp xưng lại lại là "Ngũ trung nhất tiết" (五忠一節).

## Sinh thời
Ông quê ở Cát Châu (吉州), Cát Thuỷ (吉水), sinh đúng vào năm nguyên niên của triều Nam Tống.
Năm Thiệu Hưng thứ hai mươi tư (1154), ông đỗ Tiến Sĩ. Ông từng làm Thái thường bác sĩ (太常博士) của nhà tù hình ngục ở Quảng Đông, Thượng thư tả ty lang trung  (尚書左司郎中) kiêm Thái tử thị độc (太子侍讀), Bí thư giám (秘書監), v.v., và chức vụ chính thức của ông là Bảo mô các học sĩ (寶謨閣學士) . Ông chủ trương chiến đấu chống lại người Kim, giành lại vùng đất đã mất, ủng hộ sự thẳng thắn chính trực, một đời theo đuổi "Chính tâm thành ý" (正心誠意), xem trà (chè, 茶) như cuộc sống của mình. Sau này, do sự chuyên quyền của Hàn Thác Trụ (韓侂冑; 1152 - 1207), ông đã từ quan về ở ẩn mười lăm năm. Một viên quan tên Sử Lương Thúc (史良叔) nhậm chức tại Cát Châu, Tri Châu đã tới thăm Dương Vạn Lý. Trông thấy ngôi nhà cũ kỹ của ông, đã thở dài mà rằng, "Thật là biết làm sao để mưu việc nước, nhưng không biết làm sao mà điều hành gia đình.".
Vào ngày 8 tháng 5, năm Khai Tây thứ hai (1206), vì lo lắng và tức giận mà ông đã qua đời. Trước khi mất, ông đã có lời trăn trối cuối cùng "Ta có cái đầu như vậy thì không có tư cách phụng sự báo quốc, chỉ có cô độc và uất hận mà thôi".

## Gia đình
Cùng với vợ La Thị (羅氏), họ có bốn trai và ba gái. Con trai của ông là Dương Trưởng Nhụ (楊長孺; 1157—1236), tên ban đầu là Thọ Nhân (壽仁), tự là Bá Tử (伯子), hiệu là Đông Sơn (東山), là một vị quan An phủ sử (安撫使) Phúc Kiến kiêm tri châu của Phúc Châu.

## Thơ ca
Lúc đầu, thơ của ông bắt chước trường phái thơ Giang Tây, nhưng sau đó đã đốt bỏ hơn một nghìn tác phẩm của ông thời còn trẻ, và tìm một con đường khác. Ông đã nói trong "Kinh hoát tập tự tự": "Ta đã trước tiên học được từ các quân tử ở Giang Tây, cũng học luật năm chữ của Hậu Sơn (Trần Sư Đạo;  陳師道; 1053 - 1101), đồng thời học luôn cả được kiểu thơ thất tự tuyệt cú của Bán Sơn Lão Nhân (Vương An Thạch;  王安石; 1021 - 1086), và cuối cùng là học kiểu thơ tuyệt cú Đường thi....... Khi làm thơ vào năm Mậu Tuất, ta chợt cảm ngộ nên tạ ơn những người đời Đường và các quý ông Vương, Trần, Giang Tây không dám học hỏi, sau đó ta vui vẻ như thế đó." Cuối cùng cũng chung tự thành một nhà, đó chính là cái gọi là "sự chân thành trung thực" (Thành Trai; 誠齋) trong "Thương lãng thi thoại" (滄浪詩話) của Nghiêm Vũ (嚴羽; ? - 1245).".
Đặc điểm của phong cách Thành Trai là hài hước, sôi nổi và tự nhiên, trái ngược với sự thẳng thừng của "trường phái thơ Giang Tây". Điều này đóng một vai trò quan trọng trong sự thay đổi của bầu không khí thi ca lúc bấy giờ. "Tống thi tuyển chú" (宋詩選注) của Tiền Chung Thư (錢鍾書; 1910 - 1998) nói rằng "vào thời điểm đó, Dương Vạn Lý là trung tâm chính của sự biến đổi thơ ca, tạo ra một phong cách viết mới mẻ và hăng hái, không bị bảo thủ cứng nhắc." Do đó, Nghiêm Vũ chỉ trích dẫn ""Phong cách Dương Thành Trai", không đề cập đến "Phong cách Lục Phóng Ông" hay "Phong cách Phạm Thạch Hồ". Nhưng cũng tin rằng "về mặt lý thuyết, Dương Vạn Lý đã không nhảy ra khỏi cái bẫy của cái gọi là" không có từ nào là không có nguồn gốc"... và những từ thông tục mà ông sử dụng đều lấy từ các tư liệu tham khảo, là những phần "kỳ lạ" hơn của thổ ngữ."

## Tác phẩm
Ông đã sáng tác hơn 20.000 bài thơ, trong đó có 4.200 bài thơ còn tồn tại, có 133 bài còn hoàn chỉnh, có tên là "Thành Trai tập" (誠齋集) (bao gồm mười tuyển tập thơ và các bài viết khác nhau). Ngoài ra còn có bốn mươi hai tập "Dương Văn Tiết công thi tập" (楊文節公詩集). Ông cũng là tác giả của tuyển tập "Thành Trai thi thoại" (誠齋詩話). Nổi tiếng nhất là "Ngô Hoát Phú" (浯溪賦) và "Hải Phú" (海賦). Chỉ còn 15 bài còn tồn tại tới ngày nay. Ông cũng là một người thông thạo về "dị truyện" (易), và có 20 tập "Thành Trai dị truyện" (誠齋易傳), nhưng bị nghi ngờ bởi các chứng cứ lịch sử của dị truyện.

## Tiểu sử
Tống sử, Quyển 433, Tiểu sử 192 (宋史 卷四百三十三 列傳第一百九十二)